# Mauser MG 213
Маузер MG 213 (нем. Mauser Maschinegewehr 213) — 20-мм авиационная револьверная пушка, разработанная для ВВС Германии во время Второй Мировой войны. Пушка не была принята на вооружение, хотя приоритет в работах по доводке MG 213 был очень высок. В планах министерства авиации RLM была поставка 100 серийных образцов обоих калибров до июня 1945 года.
По данным британских источников, RLM планировало использование 20-мм пушки MG 213C для решения двух задач: в качестве оборонительного вооружения для бомбардировщиков и для ведения огня по наземным целям. Напротив 30-мм пушка с меньшей начальной скоростью снаряда планировалось для замены пушки MK 108 в качестве вооружения перспективных истребителей для борьбы с бомбардировщиками.
Схема MG 213 была взята за основу послевоенных разработок ряда авиапушек союзников. 30-мм модификации пушки Министерство авиации присвоило обозначение MG 213C или MK 213/30 и именно этот вариант послужил прототипом для создания британской пушки ADEN, французской DEFA 551 и американской M39.

## История создания
В 1942 году отдел вооружения Технического управления Министерства авиации RLM сформулировал требования к перспективной 20-мм авиапушке с невиданными на тот период времени параметрами, темп стрельбы 1000 выстр./мин, начальная скорость снаряда не менее 1000 м/с. Планировалась установка пушки на реактивных самолётах-истребителях типа Me 262. Эти требования были направлены двум оружейным компаниям Krieghoff и Mauser, разработка боеприпасов была поручена компании HASAG. Результатом опытно-конструкторских работ компании Mauser стала револьверная пушка MG 213, опытные образцы которой были изготовлены в 1944 году.

## Принцип работы
Револьверная пушка - особый тип автоматического оружия с газоотводом, которое разрабатывалась как авиационное оружие, в силу чего должно обладать высоким темпом стрельбы. В основу конструкции MG 213 положено использование неподвижного затвора, что позволило сделать пушку лёгкой и компактной — дополнительное преимущество для авиационного оружия. Высокий темп стрельбы достигается существенным уменьшением времени подачи и досылания патрона в патронник. Сказанное осуществляется поэтапной подачей патронов за несколько циклов стрельбы.
Следующие друг за другом циклы заряжание-выстрел-экстракция обычного автоматического оружия в револьверной пушке осуществляются параллельно.
Револьверная пушка  состоит из ствола и блока ствольной коробки, включающего в себя патронодосылающий механизм. Внутри блока имеется вал с насаженным на него барабаном с пятью каморами и звездочками для подачи патронов. В верхней части ствольной коробки находится досылающий механизм: ползун с фигурным пазом, совершающий движения назад и вперед. На внешней поверхности барабана установлены направляющие ролики,  заскакивающие в этот паз. Ползун приводится в движение газовым поршнем. Возвратно-поступательные движения ползуна вызывают поворот барабана на одну пятую оборота. При обратном ходе ползуна патронная лента протягивается, и при очередном движении ползуна вперед патрон досылается двумя досылателями.

## 20 мм MG 213C
- Калибр 20 мм (20×135 мм или 20×146 мм)[5]
- Масса: 75 кг / полная (установочная) масса 96 кг
- Длина: 1930 мм
- Длина ствола: 1600 мм
- Темп стрельбы: 1200—1400 выстрелов/мин
- Начальная скорость снаряда: 1050 м/с (масса снаряда 0,112 кг)
- Дульная энергия: 61,7 кДж

## 30 мм MK 213C
30 мм MK 213C:
- Калибр 30 мм (30×84 мм)
- Масса: 75 кг / полная масса 96 кг
- Длина: 1630 мм
- Длина ствола: 1300 мм
- Длина нарезной части ствола: 1000 мм
- Нарезка ствола: прогрессивная от 0° до 9° 30′
- Темп стрельбы: 1180 выстрелов/мин
- Начальная скорость снаряда: 540 м/с (фугасный снаряд M.Gr. массой 0,330 кг[6])
- Дульная энергия: 48 кДж

Успех послевоенного развития MK 213 в разработках других стран объясняется, в значительной степени, прямым участием в этих разработках немецких инженеров-конструкторов компании Mauser, в частности в Великобритании (Вернер Юнгерман работал над проектом Aden), во Франции (Антон Политцер в организации DEFA в 1947-1967 гг.), в Швейцарии (Фридерик Линдер - руководитель проекта MK 213 работал в компании Oerlikon) и в США (Отто Лосснитцер, технический директор Mauser, в США работал в Armour Research Foundation).
В послевоенный период пушка MK 213, помимо французских систем DEFA и британских ADEN, послужила основой также при создании семейства авиапушек швейцарской компании Oerlikon, которая в период создания названных образцов оружия носила наименование Oerlikon Contraves. К ним относятся: 20-мм (патрон 20×128 мм) RK 206 (здесь RK - Revolver Kanone) с темпом стрельбы 1800 выстр./мин при начальной скорости снаряда массой 0,125 кг V0 = 1100 м/с. Её дальнейшим развитием стала пушка RK 251. Также разработанная в 1953 году 30-мм пушка RK 302 (патрон 30×180 мм) с темпом стрельбы 1200 выстр./мин, начальная скорость 30-мм снаряда массой 0,300 кг составляла V0 =  1100 м/с. Патроны указанных систем с электровоспламенением, гильзы латунные. Основным отличием револьверных пушек Oerlikon RK от немецкого оригинала, в том числе, в четырёхкаморном барабане, вместо пятикаморного.
Дальнейшим развитием RK 302 стала авиапушка Oerlikon 304 RK, созданная в 1950-х годах под мощный патрон 30×173 мм, и позднее получившая обозначение KCA.